# مايك راما
مايك راما هو سياسي فلبيني، ولد في 28 أكتوبر 1954 في مدينة سيبو في الفلبين. حزبياً، نشط في Bando Osmeña – Pundok Kauswagan ‏.